# Wrodzone zaburzenia odporności
Wrodzone zaburzenia odporności, wrodzone błędy odporności (ang. Inborn Errors of Immunity, IEI) – mutacje genu, które powodują zwiększoną podatność na zachorowanie na choroby zakaźne, autozapalne, alergiczne lub autoimmunizacyjne. Tego typu wady wrodzone obejmują między innymi pierwotne niedobory odporności.
Badania naukowe i genetyczne badania eksomu zidentyfikowały 485 wrodzonych, genetycznie uwarunkowanych zaburzeń immunologicznych. 
Wrodzone zaburzenia odporności były historycznie uważane za bardzo rzadkie, występując z częstością tylko 1 na 10 000 – 50 000 urodzeń. Dalsze badania  i dokładniejsze definiowanie fenotypów klinicznych, wykazały, że ich rzeczywista częstość występowania może być większa. Nowsze szacunki wskazują na występowanie z częstością 1 przypadek na 1 000 – 10 000 urodzeń.
Pierwszym opisanym ludzkim IEI była epidermodysplasia verruciformis w 1946 r., a pierwszym pierwotnym niedoborem odporności (agammaglobulinemia sprzężona z chromosomem X) opisana w 1952 roku.
W 1973 roku Światowa Organizacja Zdrowia (WHO) ustanowiła Inborn Errors of Immunity Committee dla klasyfikowania i badania zaburzeń odporności u ludzi. W latach 90. XX wieku WHO postanowiła skupić się na badaniu bardziej powszechnych chorób z tej dziedziny, a komitet zaczął współpracować z International Union of Immunological Societies (Międzynarodowa Unia Towarzystw Immunologicznych). Połączenie zostało oficjalnie ustanowione w 2008 roku.